# Beit Hanoun
Beit Hanoun (en arabe : بيت حانون, Maison d'Hanoun) est une ville palestinienne de 35 000 habitants située au nord-est de la bande de Gaza. La ville est presque entièrement détruite par l'armée israélienne lors de la guerre de Gaza depuis 2023.

## Localisation
Beit Hanoun est située au nord-est de la bande de Gaza, à dix kilomètres au sud de la ville israélienne d'Ashkelon, et à six kilomètres de la ville israélienne de Sderot.

## Histoire

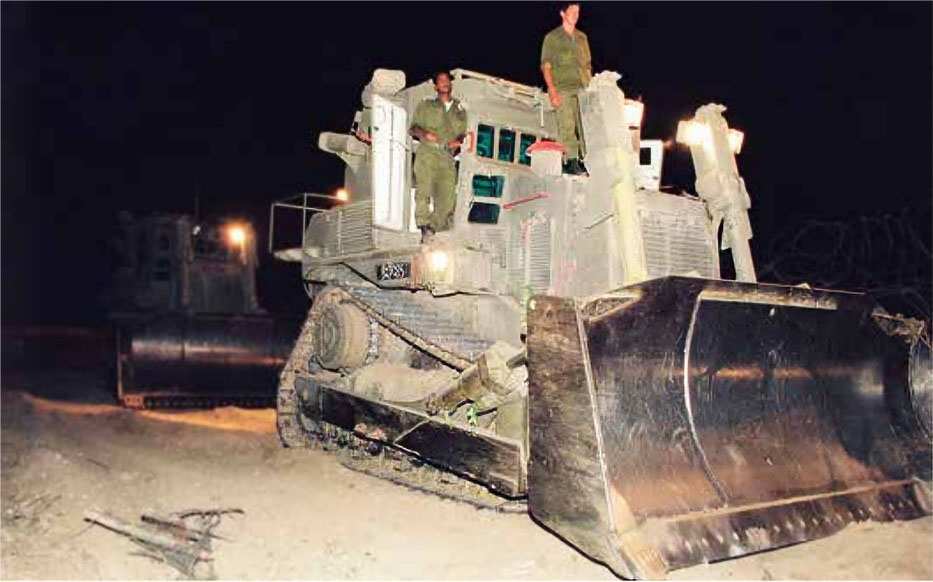
Bulldozers de l'armée israélienne se préparant à entrer dans Beit Hanoun, pendant la Seconde intifada, printemps 2002.

### Attentat contre un convoi américain
Le 15 octobre 2003, un véhicule transportant quatre membres du personnel de sécurité américain de représentants du bureau de l’envoyé américain au Moyen-Orient se rend à Gaza pour interviewer des étudiants palestiniens candidats à une bourse Fulbright ; il est escorté par la police palestinienne. Le convoi est attaqué par un engin explosif improvisé, qui tue trois personnes et blesse grièvement une quatrième.
Yasser Arafat condamne l'attentat. De son côté, « En condamnant l’attentat, le président Bush a averti que "les actes terroristes étaient le plus grand obstacle à un État palestinien" ». En conséquence, Washington demande « à tous les ressortissants américains de quitter la bande de Gaza et de prendre toutes les précautions possibles contre d’éventuels nouveaux attentats en Cisjordanie ».

### Opération israélienneNuages d'automne(2006)

#### Incursion du1ernovembre
Le 1er novembre 2006, les chars israéliens entrent pour une semaine dans Beit Hanoun. C'est la plus grande opération militaire lancée par Israël depuis l'opération Pluies d'été. Au total, 56 Palestiniens (dont 26 civils) et un soldat israélien sont tués. De même on dénombre 200 Palestiniens blessés lors de l'incursion de Tsahal.
L'agence de presse française AFP a rapporté que trois maisons ont été rasées par des chars israéliens. Cette incursion marque le début de l'opération baptisée Nuages d'automne par l'armée israélienne. Immédiatement après les faits, le président de l'autorité palestinienne Mahmoud Abbas et son premier ministre Ismaël Haniyeh, qualifient l'incursion de massacre.

#### Massacre du 8 novembre
A peine une journée après le retrait des blindés de Tsahal qui avaient participé à l’opération «Nuages d’Automne», des obus de l'artillerie israélienne tombent à l'aube sur cinq maisons de Beit Hanoun, tuant 18 personnes, huit enfants, cinq femmes et cinq hommes, et faisant 58 blessés, selon le ministère de la Santé. Parmi les morts, figurent onze membres d'une même famille, dont deux enfants.
Israël, par l'intermédiaire de son premier ministre Ehud Olmert, exprime ses regrets, invoquant « une erreur technique » et annonce l'ouverture d'une enquête. Ce bombardement israélien, le plus meurtrier depuis 2002 dans la bande de Gaza, suscite une vague d'indignation internationale, mais la première réaction américaine ne condamne pas explicitement Israël. « Nous regrettons profondément les blessés et les pertes en vie humaines aujourd'hui à Gaza. Nous avons pris connaissance des excuses du gouvernement israélien et nous espérons que l'enquête qu'il a ouverte aboutira rapidement », déclare Gordon Johndroe, porte-parole du Conseil de sécurité nationale à la Maison-Blanche.
Du côté de l'autorité palestinienne, les réactions sont immédiates : « Nous condamnons fermement ce massacre terrible et atroce commis contre notre peuple à Beit Hanoun, contre des enfants, des femmes et des vieillards », déclare M. Abbas. « Israël ne veut ni paix, ni sécurité ni d'un partenaire palestinien », ajoute-t-il, en condamnant « ceux qui justifient les actes commis par Israël », une allusion à l'attitude des États-Unis qui ont invoqué le droit d'Israël à « l'autodéfense » en commentant les opérations militaires à Gaza. Le Premier ministre du Hamas Ismaïl Haniyeh dénonce également « un massacre ».
Le lendemain, l'émissaire de l'ONU au Proche-Orient Alvaro de Soto se dit « choqué et consterné », Moscou « extrêmement préoccupé » et la Commission européenne juge les tirs « profondément choquants ». La France, l'Italie, l'Espagne, la Turquie et Le Royaume-Uni dénoncent la brutalité de l'attaque. La Ligue arabe parle de « massacre » et appelle à une réunion ministérielle d'urgence.
À la suite du massacre, un projet de résolution « condamnant l'attaque de Beit Hanoun et demandant à Israël de mettre fin immédiatement à ses opérations militaires dans le territoire palestinien occupé, y compris Jérusalem-Est » est présenté par le Qatar. Le projet reçoit dix voix pour, avec quatre abstentions (Danemark, Japon, Royaume-Uni et Slovaquie) mais est rejeté, les États-Unis ayant fait valoir leur droit de veto en votant contre, jugeant le projet de résolution « anti-israélien ». Ainsi, le représentant des États-Unis, John Bolton, affirme que, de l'avis de sa délégation, « ce texte ne présentait pas de façon équitable les événements qui s'étaient déroulés à Gaza », estimant le projet de résolution « motivé politiquement » et « ne contribuant pas à rétablir la paix ».
Le 9 novembre 2006, le président de l'autorité palestinienne Mahmoud Abbas a déclaré Beit Hanoun, « zone sinistrée » et a annoncé une aide d'un million de dollars à ses habitants.

### Beit Hanoun après les bombardements israéliens de 2014

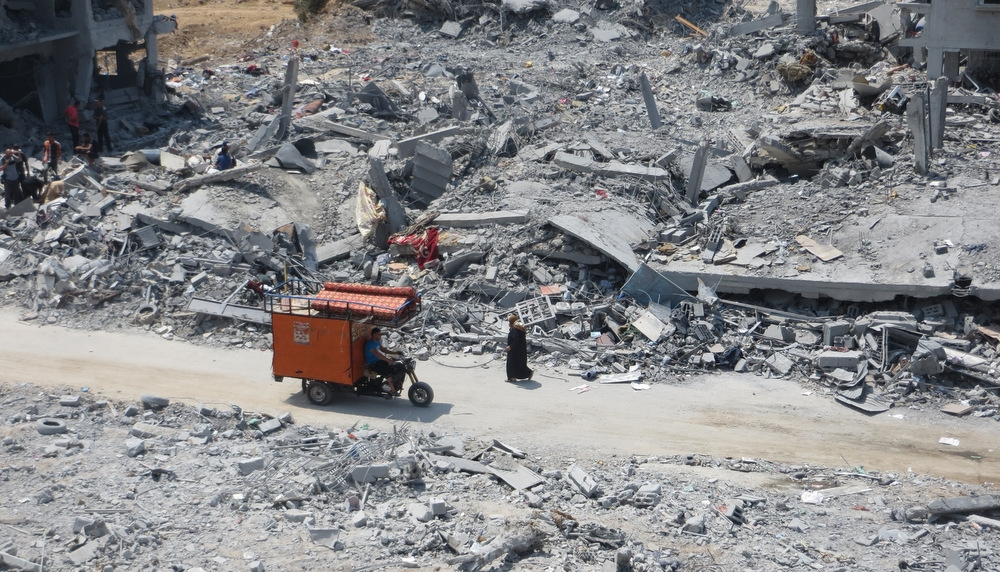
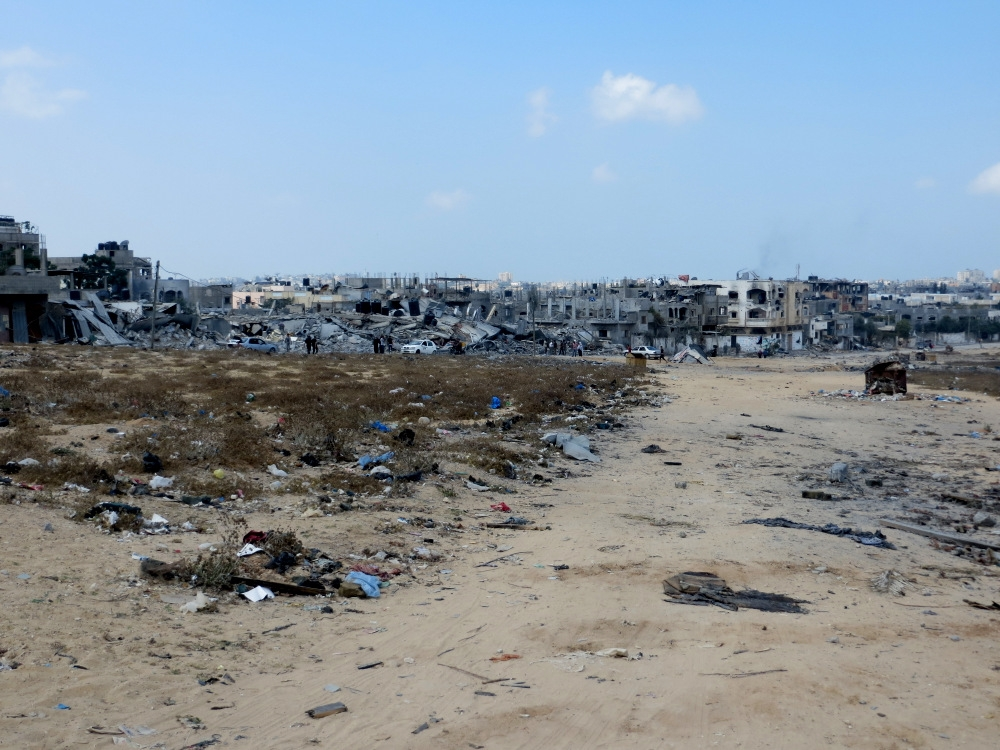
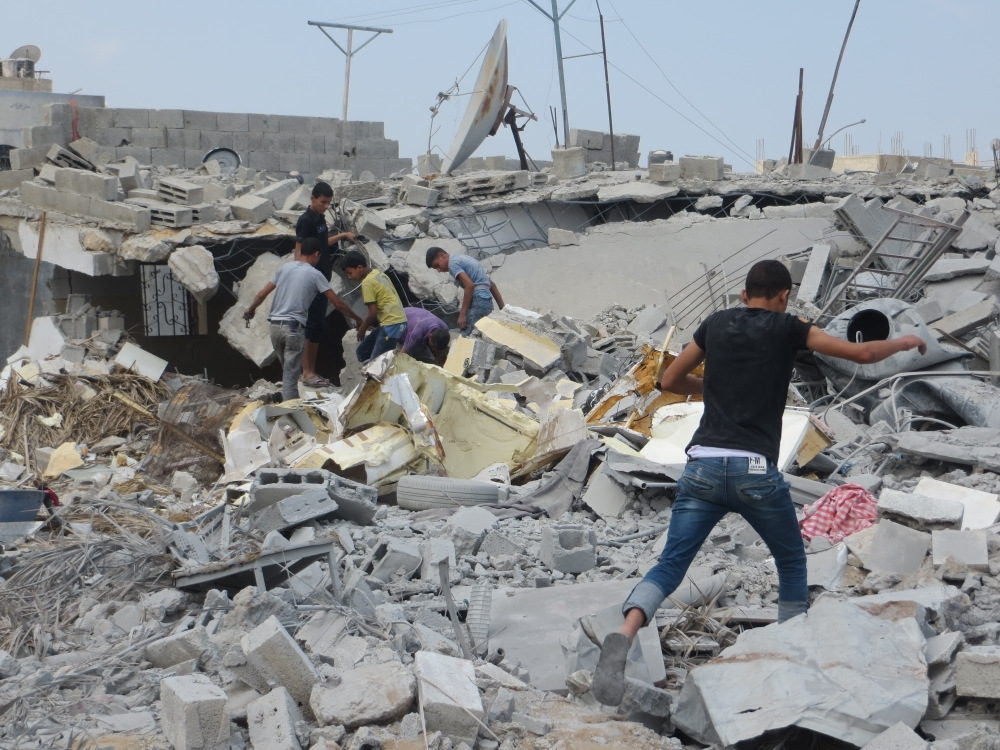
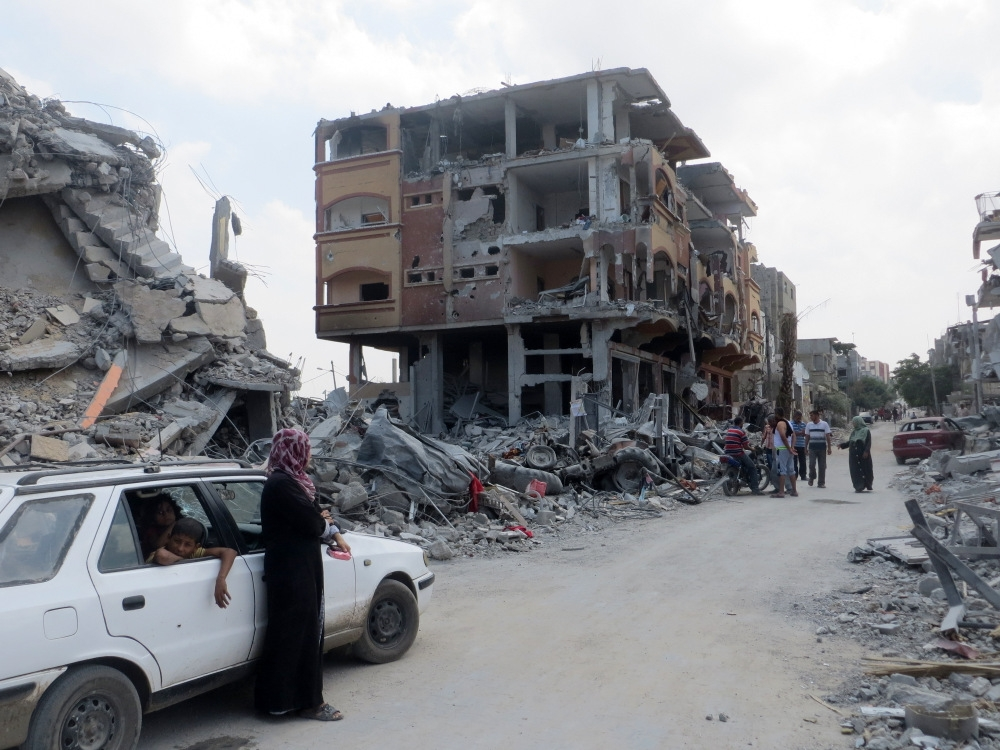
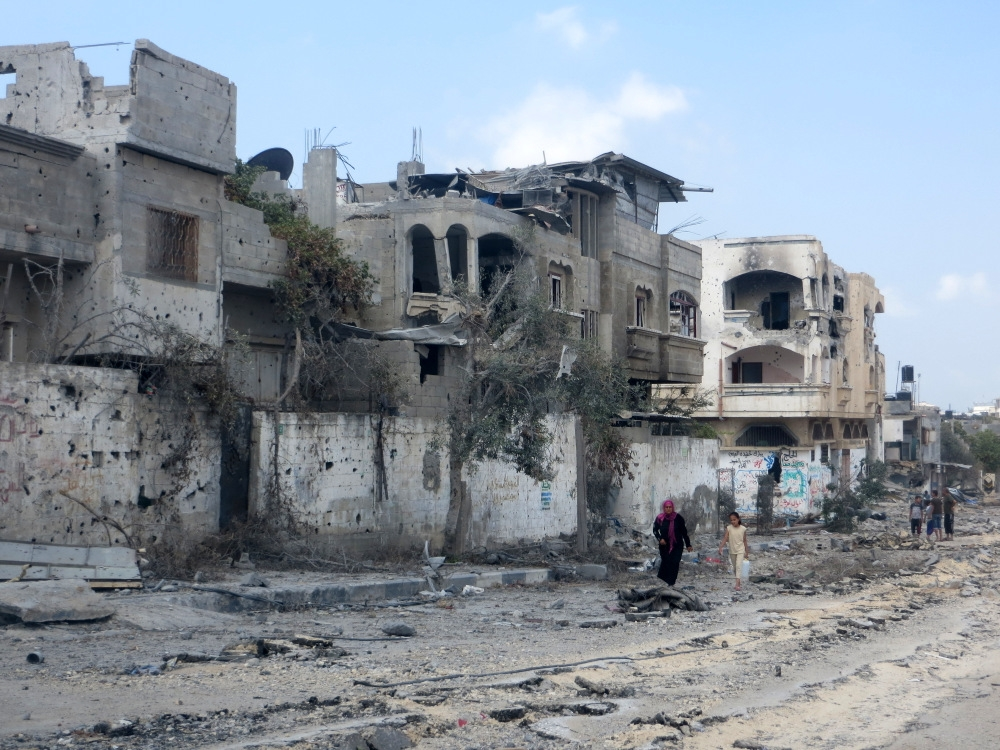

### Guerre à Gaza depuis 2023
Lors de la guerre à Gaza, la ville est le théâtre d'une bataille opposant Tsahal aux milices armées palestiniennes dans le contexte de l'invasion israélienne de la bande de Gaza, contre-attaque à l'attaque du Hamas contre Israël le 7 octobre 2023. L'affrontement débute le 27 octobre 2023 par l'entrée de l'armée israélienne dans la localité et s'achève près de deux mois plus tard lorsque la ville est annoncée « nettoyée » des combattants du Hamas. Les forces israéliennes se retirent finalement de Beit Hanoun le 24 décembre 2023, au milieu de violents combats avec des groupes terroristes palestiniens. Les quelques civils retournant dans les ruines de la ville indiquent ne plus voir de véhicule militaire dans les rues. Les bombardements israéliens pleuvent continuellement sur Beit Hanoun,.
Face à l'ampleur des destructions, la ville est décrite comme « non seulement morte, mais n'existant plus ». Selon d'anciens habitants retournés sur les lieux après le retrait des forces israéliennes, « toutes les structures sont détruites », et décrivent la majeure partie de Beit Hanoun comme étant « rasée ».
Durant l'automne 2024 l'armée israélienne mène une nouvelle offensive pour obliger les habitants à abandonner la ville, leur ordonnant de partir vers le sud de la bande de Gaza. Human Rights Watch dénonce un « nettoyage ethnique » des habitants de la zone.
Le 10 décembre 2024, une frappe aérienne israélienne tue au moins 25 personnes à Beit Hanoun et en blesse des dizaines d'autres.